# قرار مجلس الأمن التابع للأمم المتحدة رقم 1321
قرار مجلس الأمن التابع للأمم المتحدة 1321 ، الذي اتخذ بالإجماع في 20 سبتمبر 2000 ، بعد الإشارة إلى القرارات 1270 (1999) و 1289 (1999) و 1313 (2000) و 1317 (2000) بشأن الحالة في سيراليون ، مدد مجلس الأمن ولاية بعثة الأمم المتحدة في سيراليون حتى 31 ديسمبر 2000.
وقرر المجلس أيضا، بتمديد ولاية بعثة الأمم المتحدة في سيراليون، استعراض الحالة بحلول 31 أكتوبر 2000. وأوصى الأمين العام للأمم المتحدة كوفي عنان، في تقريره السادس عن سيراليون، بتمديد ولاية بعثة الأمم المتحدة في سيراليون لمدة ستة أشهر وزيادة قوامها العسكري إلى 20,500 و260 مراقبا عسكريا.

## وصلات خارجية
- Text of the Resolution at undocs.org